# Tortistilus abnorma
Tortistilus abnorma är en insektsart som beskrevs av Caldwell. Tortistilus abnorma ingår i släktet Tortistilus och familjen hornstritar. Inga underarter finns listade i Catalogue of Life.